# 泉南县
泉南县，中国旧县名。
第二次国共内战期间，由豫皖苏解放区设。1947年由安徽省临泉县南部析置。1949年撤销，与临泉市、泉阳县合并为临泉县。 